# Małgorzata Klimek
Małgorzata Klimek (ur. ok. 1956) – polska profesor nauk technicznych, dziekan Wydziału Inżynierii Mechanicznej i Informatyki Politechniki Częstochowskiej.

## Życiorys
Małgorzata Klimek ukończyła w roku 1981 studia matematyki stosowanej na Politechnice Wrocławskiej i uzyskała tamże 1993 pod kierunkiem profesora Jerzego Lukierskiego po obronie dysertacji Niekanoniczne rozszerzenia układów dynamicznych promocję doktora nauk fizycznych. Habilitację doktora nauk fizycznych (dr hab.) uzyskała na Uniwersytecie Wrocławskim na podstawie rozprawy Prawa zachowania dla równań liniowych na przestrzeniach dyskretnych, nieprzemiennych i w modelach frakcjonalnych w 2004 roku. W maju 2015 została profesorem zwyczajnym nauk technicznych. 
Pełni funkcję dziekana Wydziału Inżynierii Mechanicznej i Informatyki Politechniki Częstochowskiej. Jest wieloletnim członkiem Polskiego Towarzystwa Matematycznego – w latach 2011–13 była prezesem, zaś w latach 2014–2016 wiceprezesem Częstochowskiego Oddziału.
W roku 2010 została odznaczona Medalem Komisji Edukacji Narodowej.